# 山形上山インターチェンジ
山形上山インターチェンジ（やまがたかみのやまインターチェンジ）は、山形県上山市金瓶にある東北中央自動車道のインターチェンジである。上山市と山形市の市境付近に位置している。

## 歴史
- 2002年（平成14年）9月16日：山形上山IC - 東根IC間開通に伴い、供用開始[1]。
- 2019年（平成31年）4月13日：南陽高畠IC - 山形上山IC間開通[2]。

## 周辺
- リナワールド
- 蔵王カントリークラブ
- 上山温泉
- 道の駅やまがた蔵王
- 山形県観光物産会館（ぐっと山形）
- 山形大学附属病院
- 斎藤茂吉記念館
- ニュートラックかみのやま
- コストコホールセールかみのやま倉庫店

## 接続する道路
- 国道13号（山形バイパス）

## 隣
E13 東北中央自動車道
(12) かみのやま温泉IC - (13) 山形上山IC -  (13-1) 山形PA/SIC - (14) 山形中央IC